# Onthophagus circumdatus
Onthophagus circumdatus là một loài bọ cánh cứng trong họ Bọ hung (Scarabaeidae).